# Pendraig

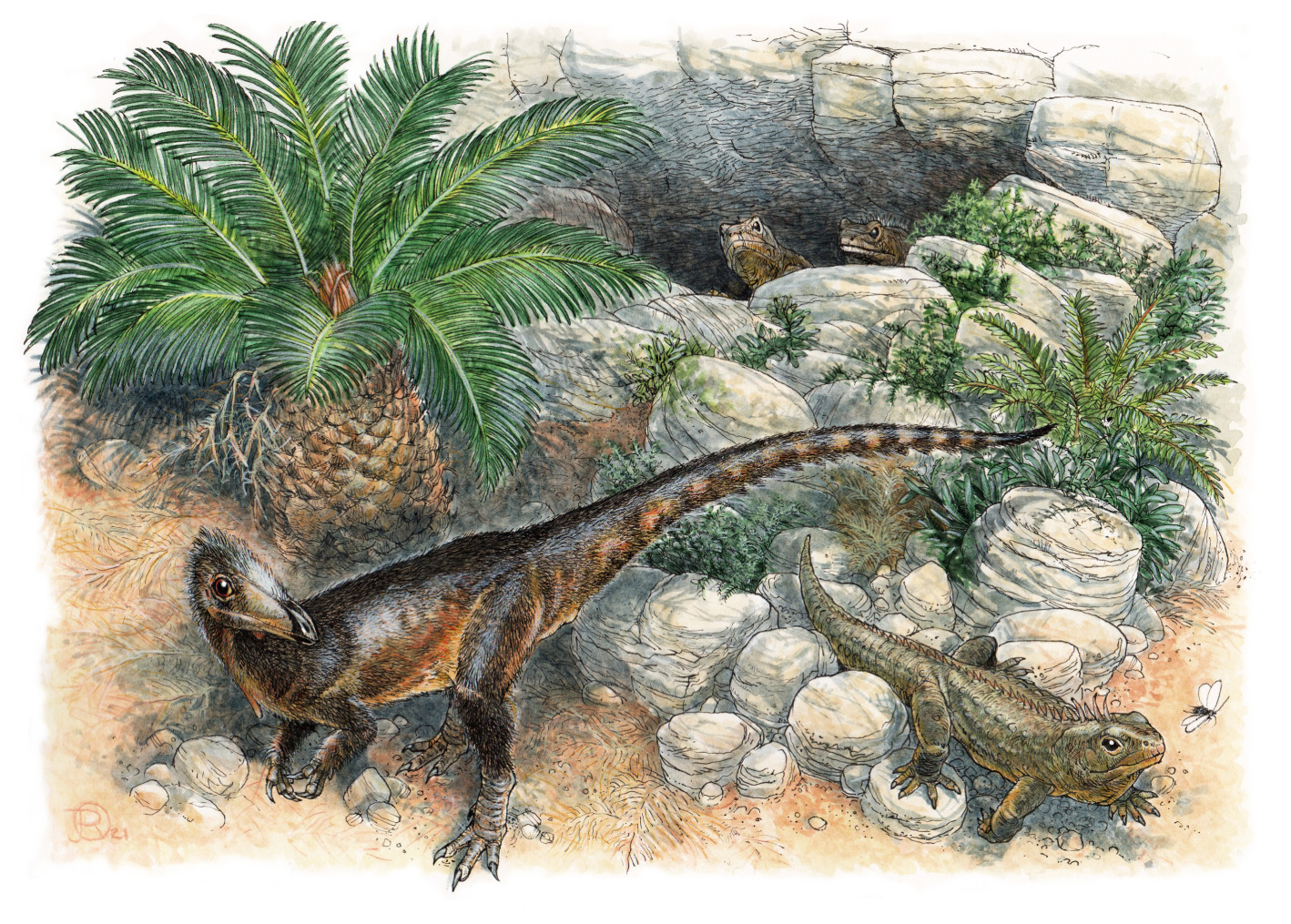
Reconstructie van Pendraig milnerae (links)

Pendraig milnerae is een vleesetende theropode dinosauriër, behorende tot de Coelophysoidea, die tijdens het Trias leefde in het gebied van het huidige Wales.

## Vondst en naamgeving
In 1952 werden in de groeve van Pant-y-ffynnon in het zuiden van Wales, die vele fossielen opleverde, door Kenneth Alexander Kermack en Pamela Lamplugh Robinson ook resten gevonden van een kleine theropode. In 1983 werden deze beschreven in een dissertatie van Diane Warrener en toegeschreven aan een lid van de Coelurosauria, in de traditionele zin van kleine theropoden. In 2000 werd het materiaal opnieuw beschreven door Oliver Rauhut en nu toegewezen aan een Syntarsus sp. en gezien als een nauwe verwant van Megapnosaurus rhodesiensis en Procompsognathus. In 2010 werd het door Peter Malcolm Galton toegewezen aan Coelophysis. In 2018 werd gemeld dat de botten zoek waren. Ze werden echter alsnog in een doos met krokodillenbotten gelocaliseerd door Angela Cheryl Milner waarna hernieuwd onderzoek tot de conclusie kwam dat het een aparte soort betrof.
In 2021 werd de typesoort Pendraig milnerae benoemd en beschreven door Stephan N. F. Spiekman, Martín Daniel Ezcurra, Richard James Butler, Nicholas Campbell  Fraser en Susannah Catherine Rose Maidment. De geslachtsnaam is een combinatie van het laatmiddeleeuws Welsh pen, "hoofdman", en draig, "draak" en verwijst naar Uther Pendragon, de vader van Koning Arthur. De geslachtsnaam eert de in augustus 2021 overleden Milner.
Het holotype, NHMUK PV R 37596, is gevonden in een opvulling van een kloof die zich al tijdens het Trias gevormd moet hebben en waarin oudere lagen zich ophoopten. Die kunnen zo oud zijn als het late Norien, 214,7 miljoen jaar oud en zo jong als het late Rhaetien, 201,3 miljoen jaar oud. Het bestaat uit een gedeeltelijk skelet zonder schedel. Bewaard zijn gebleven: de twee achterste ruggenwervels, vier sacrale wervels, het bekken minus het rechterdarmbeen en een linkerdijbeen. Toegewezen zijn de specimina NHMUK PV R 37596: een middelste of achterste ruggenwervel; en NHMUK PV R 37597: een linkerzitbeen van een iets groter individu dan het holotype. De tegenplaat van dit laatste specimen werd in 1983 beschreven maar bleek door Milner niet meer terug te vinden in de collectie van het Natural History Museum. Hetzelfde gedlt voor ander materiaal in 1983 beschreven en geïllustreerd waaronder kootjes, een klauw en een mogelijk middenvoetsbeentje. In 2021 achtte men het onmogelijk deze botjes met zekerheid toe te wijzen. De individuele ouderdom van het holotype is onzeker; er zijn geen kenmerken die eenduidig wijzen op een onvolgroeid of volgroeid zijn.

## Beschrijving

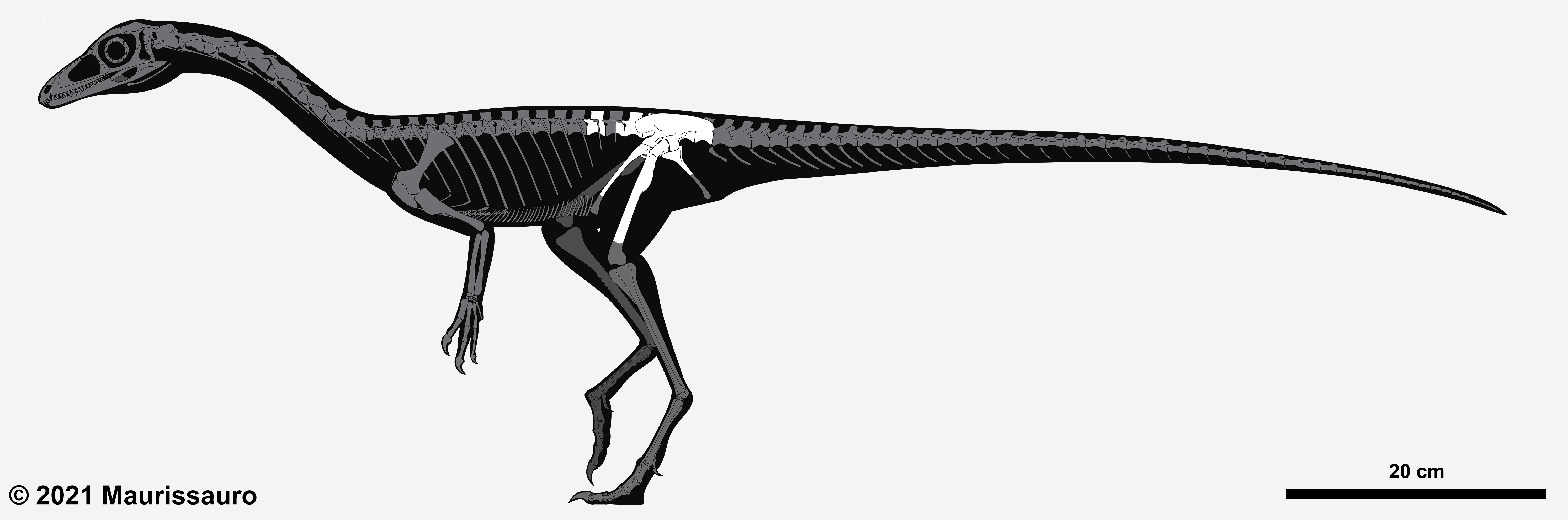
Diagram met de gevonden beenderen in het wit

### Grootte en onderscheidende kenmerken
Het holotype van Pendraig is een vrij klein dier waarvan de lichaamslengte op één meter geschat is. De volwassen grootte is echter onzeker.
De beschrijvers wisten enkele onderscheidende kenmerken vast te stellen. Sommige daarvan zijn autapomorfieën, unieke afgeleide eigenschappen. Bij het darmbeen loopt de bovenrand van het voorblad sterk naar voren af terwijl de bovenrand van het achterblad abrupt naar beneden buigt, zodat de onderste achterste punt in zijaanzicht een scherpe hoek van 65° maakt. De toegewezen wervel wijkt van alle andere bekende vroege Neotheropoda af door het ontbreken van een hyposfeen-hypantrum-complex van secundaire gewrichtsuitsteeksels en door het naar voren verbreed zijn van het doornuitsteeksel.
Daarnaast is er een unieke combinatie van op zich niet unieke kenmerken. De achterste ruggenwervels hebben een sterk verlengd wervellichaam, dat 2,6 maal langer is dan de voorste hoogte. Het schaambeen wordt doorboord door een fenestra pubica. Het zitbeen heeft een goed ontwikkelde bodemplaat maar geen achterste punt aan de onderkant die een U-vormige of V-vormige inkeping zou vormen. Op het dijbeen steekt de vierde trochanter even ver naar achter uit als de helft van de breedte van de schacht op dat punt.

### Skelet

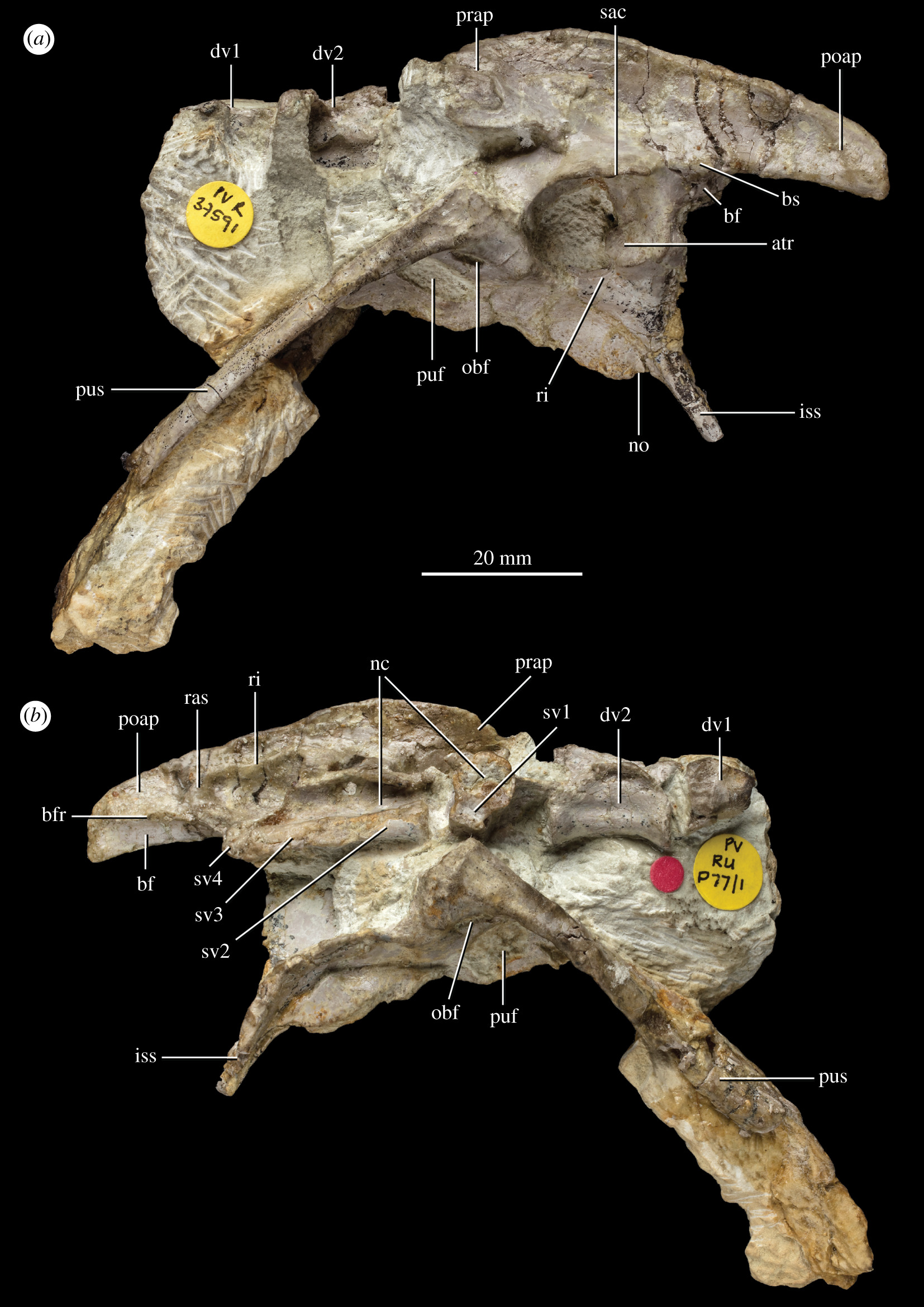
Heiligbeen en bekken

#### Wervelkolom
De achterste ruggenwervels zijn verlengd zoals bij Coelophysis, Megapnosaurus en Procompsognathus; bij andere verwanten zijn deze wervels minder langwerpig. De wervels zijn amfiplat, breder dan hoog en missen een kiel. Hun zijuitsteeksels hebben een brede basis in zijaanzicht met een sterk naar achteren lopende voorrand. De onderzijden van de zijuitsteeksels hebben aan de voorrand en achterrand diepe troggen maar de trog in het midden is ondiep. Het ontbreken van een hyposfeen aan de achterkant wijkt af van de situatie bij zowel basalere en meer afgeleide vormen. Het doornuitsteeksel is laag, waarbij de hoogte 40% bedraagt van de lengte. De voorrand is hol, hoewel bovenaan naar achteren draaiend, en de achterrand bol, de uiteinden van de achterste gewrichtsuitsteeksels overhangend. De achterrand heeft bovenaan een inkeping door het abrupt naar voren krommen. De bovenrand is recht op een kleine achterste bolling na en niet overdwars verbreed.
De eerste wervel van het heiligbeen werd gezien als een dorsosacraal, dus een "ingevangen" ruggenwervel. De zijkanten van het doornuitsteeksel bollen en steken op middelste hoogte verder zijwaarts uit dan het wervellichaam, hoewel dat veel breder is dan hoog. Er is een rond en wijd ruggenmergkanaal. De tweede en derde wervel zijn vergroeid. De tweede wervel is duidelijk langer dan de eerste. De derde wervel werd door Spiekman gezien als "ingevoegd" omdat hij dezelfde positie ten opzichte van het darmbeen heeft, voor de basis van het aanhangsel voor het zitbeen, als normaliter de tweede wervel bij Archosauriformes. De zijuitsteeksels en de ribben zijn vergroeid tot uitsteeksels met een holle achterrand en rechte voorrand. De tweede, derde en vierde wervels vormen samen een rechte staaf die niet naar boven gewelfd is. Spiekman kon niet uitsluiten dat er nog een vijfde sacrale wervel was.

#### Ledematen
De bovenrand van het darmbeen is boven het heupgewricht recht. Recht is ook het achterblad. Het voorblad knikt in een bolling  naar onderen richting voorrand. De bovenrand is plat en overdwars verdikt, iets naar buiten geroteerd. Naar voren wordt de rand smaller. Bij het achterblad wordt de rand naar achteren steeds breder en roteert verder naar buiten om uiteindelijk het grootste deel van de hoogte van de zijkant uit te maken. Dit vormt een aanhechtingsvlak voor de musculus iliofemoralis, een spier die het dijbeen aandreef. Het voorblad eindigt in een afgeronde punt, verder naar voren uitstekend dan het aanhangsel voor het schaambeen. Het voorblad vormt een overdwars dunne plaat die in bovenaanzicht iets naar binnen is gebogen. De onderrand van het voorblad is licht bol en wat afhangend. Er blijft echter een grote afstand tot het aanhangsel voor het schaambeen zodat er zich daarmee geen inkeping vormt. Bij het achterblad buigt de achterrand abrupt schuin naar beneden, een hoek van 65° vormend met de onderrand in plaats van er haaks op te staan zoals bij veel verwanten. De achterrand toont geen inkeping. Het achterblad is maar licht zijwaarts gebogen in bovenaanzicht. In de holte aan de zijkant ligt geen verticale richel boven de antitrochanter. De uitholling voor de musculus caudofemoralis brevis, een spier naar de staart, is duidelijk afgetekend. Op de achterzijde van het volledig doorboorde heupgewricht ligt een antitrochanter in de vorm van een halvemaanvormige verruwing. Die kan onderscheiden worden van een horizontale kam, de crista supraacetabularis. Die loopt niet door in de bovenrand van de fossa voor de musculus caudofemoralis brevis. Het aanhangsel voor het schaambeen steekt schuin naar voren, dat voor het zitbeen bijna recht naar beneden met slechts een geringe helling naar achteren.
De schacht van het schaambeen steekt schuin naar voren en beneden, met een bolle voorkant en holle achterkant. De schacht is licht naar voren gebogen. Het hoofdlichaam van het schaambeen wordt doorboord door het gebruikelijke foramen obturatum, hier in de vorm van een staande ovaal, viermaal hoger dan breed. Daaronder ligt een grotere fenestra pubica, een venster dat gedeeld wordt met sommige basale Saurischia. Op de grens van hoofdlichaam en schacht ligt een bultje voor de aanhechting van de musculus ambiens.
Het zitbeen heeft een schuin naar achteren en beneden uitstekende schacht die overdwars dunner is dan die van het schaambeen. De gezamenlijke bodemplaat van de zitbeenderen, verbonden met die van de schaambeenderen, heeft aan de achterrand de voor Neotheropoda gebruikelijke inkepingen bij de overgangen naar de schachten; deze inkepingen zijn bij Pendraig relatief ondiep omdat de plaat niet ver naar achteren en beneden uitsteekt. De plaat wordt niet doorboord en is over een forse hoogte vergroeid, niet slechts aan de uiteinden van de hoofdlichamen. De antitrochanter, die bij het lopen de reactiekrachten opvangt, ligt in feite grotendeels op het zitbeen.
Het apart gevonden dijbeen heeft een lengte van 86,3 millimeter.

## Fylogenie
Pendraig werd in 2021 basaal in de Coelophysoidea geplaatst, boven Panguraptor in de stamboom en onder 
"Syntarsus" kayentakatae en de Coelophysidae.
Het volgende kladogram toont de stamboom volgens het beschrijvende artikel.
|  | Lucianovenator                                                             |
|  |                                                                            |
|  | Pendraig                                                                   |
|  |                                                                            |
|  | Powellvenator                                                              |
|  |                                                                            |
|  | \| \| "Syntarsus" kayentakatae \| \| \| \| \| \| Coelophysidae \| \| \| \| |
|  |                                                                            |
|  | "Syntarsus" kayentakatae                                                   |
|  |                                                                            |
|  | Coelophysidae                                                              |
|  |                                                                            |

|  | "Syntarsus" kayentakatae |
|  |                          |
|  | Coelophysidae            |
|  |                          |

|  | Lucianovenator                                                             |
|  |                                                                            |
|  | Pendraig                                                                   |
|  |                                                                            |
|  | Powellvenator                                                              |
|  |                                                                            |
|  | \| \| "Syntarsus" kayentakatae \| \| \| \| \| \| Coelophysidae \| \| \| \| |
|  |                                                                            |
|  | "Syntarsus" kayentakatae                                                   |
|  |                                                                            |
|  | Coelophysidae                                                              |
|  |                                                                            |

|  | "Syntarsus" kayentakatae |
|  |                          |
|  | Coelophysidae            |
|  |                          |